# روبي بينسون (مخرج أفلام)
روبي بينسون (بالإنجليزية: Robby Benson)‏ (و. 1956  م) هو مخرج أفلام، ومغني، وممثل مسرحي، وممثل أفلام، ومؤدي أصوات، وكاتب سيناريو، ومنتج أفلام، ومدرس، وممثل تلفزي أمريكي، ولد في دالاس، تكساس.

## وصلات خارجية
- روبي بينسون على موقع IMDb (الإنجليزية)
- روبي بينسون على موقع روتن توميتوز (الإنجليزية)
- روبي بينسون على موقع ألو سيني (الفرنسية)
- روبي بينسون على موقع ميوزك برينز (الإنجليزية)
- روبي بينسون على موقع تيرنر كلاسيك موفيز (الإنجليزية)
- روبي بينسون على موقع أول موفي (الإنجليزية)
- روبي بينسون على موقع قاعدة بيانات برودواي على الإنترنت (الإنجليزية)
- روبي بينسون على موقع قاعدة بيانات الأفلام السويدية (السويدية)
- روبي بينسون على موقع إن إن دي بي (الإنجليزية)
- روبي بينسون على موقع ديسكوغز (الإنجليزية)